# Markus Groh
Pour les articles homonymes, voir Groh.
Markus Groh, né le 5 janvier 1970 à Waiblingen (Bade-Wurtemberg), est un pianiste allemand premier lauréat du Concours musical international Reine Élisabeth de Belgique 1995.